# Lycée Stendhal (Milan)
 (octobre 2021).
Le Lycée Stendhal de Milan, via Laveno, en gestion directe par l'AEFE fait partie du réseau des lycées français à l'étranger. L'établissement assure un enseignement allant de la maternelle à la terminale, et menant à l'obtention du baccalauréat. Il est également possible d'y suivre un parcours ESABAC à partir de la seconde, permettant de passer à la fois le bac français et l'Esame di Stato italien. En 2012, plus de 1 000 élèves de 25 nationalités différentes étaient scolarisés au Lycée Stendhal de Milan.

## Histoire
Jusqu'en 1948, les enfants français vivant à Milan étaient scolarisés dans un institut religieux, l'école Jeanne-d'Arc. Cet établissement n'assurait pas l'enseignement jusqu'au baccalauréat : les étudiants étaient donc obligés de poursuivre leurs études en France.
En 1948, les premiers cours de français furent organisés à l'instigation de la Chambre française du commerce en Italie. Les leçons se tenaient au siège de la CFCI (Chambre française de commerce d'industrie) en Italie, à Milan, en via Meravigli.
La première promotion compte six élèves. Quelques années plus tard, l'école accueille, dans un appartement en via Rugabella, 42 élèves. En 1955, 133 élèves et en 1960 l'enseignement de la sixième au bac est assuré dans 7 à 8 locaux.
En 1959, à l'occasion de la visite du Général De Gaulle, la Ville de Milan accorde à la Chambre de Commerce le terrain de via Laveno pour y édifier un lycée. En 1961, 163 élèves forment 17 classes. Puis, en 1969 le lycée compte 430 élèves. L'aile du primaire fut construite en 1970, en 1979 le gymnase et en 1983 la surélévation du primaire. Pour financer tout ça, les souscriptions se multiplient ; l'ANEFE (Association nationale des écoles françaises à l'étranger) apporte aussi son appui financier.
Durant toute cette période (jusqu'en 1983) l'établissement est dirigé par Michelle Meyer.
L'établissement ne cesse de fonctionner et un chantier de trois ans arrive. La nouvelle école primaire et le gymnase sont construits sur le terrain nouvellement concédé : l'école est renouvelée.

## Célébrations
23 février 2000 :
L'ambassadeur de France et Gabriele Albertini, maire de Milan, signent un accord sur une concession attribuée à l'État français de 7 500 m2 et une aire adjacente de 8 000 m2.
Mai 2004 :
Les élèves, de la maternelle au CM2, peuvent s'installer dans leurs nouveaux locaux.
Septembre 2006 :
La totalité des bâtiments est enfin ouverte aux élèves.
10 mai 2008 :
Le lycée célèbre ses 60 ans.
Décembre 2010 :
L'Association des Anciens du lycée Stendhal de Milan est créée. Elle compte plus de 500 anciens stendhaliens et stendhaliennes.
19 Mai 2018:
Le lycée Stendhal de Milan fête ses 70 ans.